# メキシコサッカー連盟
メキシコサッカー連盟（メキシコサッカーれんめい、スペイン語: Federación Mexicana de Fútbol Asociación, A.C., 英語: Mexican Football Federation、略称: FemexfutまたはFMF）は、メキシコにおけるサッカー統括団体である。首都のメキシコシティに本部を置いている。
国内サッカーリーグ（トップディビジョンはリーガMX）や、男子代表・女子代表、さらにはU-23代表などを組織する。